# Таро Кагава
Таро Кагава (јап. 賀川 太郎; 9. август 1922 — 6. март 1990) био је јапански фудбалер.

## Каријера
Током каријере је играо за Tanabe Pharmaceutical и Осака.

## Репрезентација
За репрезентацију Јапана дебитовао је 1951. године. За тај тим је одиграо 5 утакмица.

## Статистика
| Јапан  | Јапан   | Јапан  |
| Година | Наступи | Голови |
| ------ | ------- | ------ |
| 1951.  | 2       | 0      |
| 1954.  | 3       | 0      |
| Укупно | 5       | 0      |